# Simbach (Saar)
Der Simbach (frz. Ruisseau le Simbach) ist ein 5,4 km langer Bachlauf in Frankreich, der im Département Moselle in der Region Grand Est verläuft. Auf der unteren Hälfte seines Verlaufes folgt er im Abstand von wenigen hundert Metern der deutsch-französischen Grenze, verlässt jedoch nie das französische Hoheitsgebiet. Der Simbach ist der nordöstlichste Wasserlauf innerhalb der naturräumlichen Einheit des Kadenbronner Gaus.

## Name
Das Gewässer wurde in den schriftlichen Aufzeichnungen des 18. Jahrhunderts als Seenbach (1756) oder Sembach (1762) bezeichnet. Die gleichnamige Ortswüstung Alt-Sembach bei Saarbrücken wurde schon im Jahr 1566 als Simbach erstmals schriftlich erwähnt. Eine sichere Deutung des Namens ist nicht möglich. Möglicherweise enthält er einen Personennamen *Sīno oder *Sigino.

## Geographie

### Verlauf
Der Simbach entspringt östlich der Ortschaft Spichern und südlich des Höhenzuges Giffertwald nahe der Goldenen Bremm auf einer Höhe von etwa 300 m. Er fließt zunächst in westsüdwestliche Richtung entlang der Flure Grosswitz und Langenacker, wo er die Ortslage Alsting erreicht. Dort ändert sich seine Fließrichtung in Westnordwest. Am Ortsende von Alsting erreicht er Sieberts Mühle und die Gemarkung Grosbliederstroff. Nachdem der Simbach bisher durch offene Täler geströmt ist, wird er ab hier von dichtem Wald gesäumt. Etwa 250 Meter vor der Mündung in die Saar kreuzt die Route nationale 61, welche 100 Meter weiter nördlich in die B 406 übergeht. Ab dort hat der Simbach den Wald wieder verlassen und strömt durch Wiesenland. Unmittelbar vor der deutsch-französischen Grenze  mündet er gegenüber von Güdingen, jedoch im Gemeindegebiet von Grosbliederstroff, als linker Zufluss in die Saar. Die Mündungshöhe beträgt etwa 188 m.

### Zuflüsse
Die Region ist ein wasserreiches Gebiet. Mehrere andere Bäche münden von beiden Seiten kommend in den Simbach. Entlang der oberen Hälfte seines Verlaufes existieren mehrere Brunnen.